# Gegam Kadymian
Gegam Kadymian, orm. Գեղամ Կադիմյան, ukr. Гегам Гагикович Кадимян, Heham Hahykowycz Kadymian (ur. 19 października 1992 w Artaszat, Armenia) – ormiański piłkarz grający na pozycji napastnika.

## Kariera piłkarska

### Kariera klubowa
Wychowanek klubu Pjunik Erywań. Pierwszy trener Serż Sarkisjan. W wieku 14 lat przeniósł się do swojego wuja w Charkowie, gdzie kontynuował naukę w Szkole Piłkarskiej Arsenał Charków. Karierę piłkarską rozpoczął 11 kwietnia 2009 w składzie Arsenału Charków. Po spadku klubu z rozgrywek profesjonalnych przeniósł się latem do Tytana Armiańsk. Po 4 sezonach podpisał kontrakt z FK Sumy. Podczas przerwy zimowej sezonu 2013/14 został zaproszony do Howerły Użhorod. W sierpniu 2014 przeszedł do Olimpika Donieck. Po wygaśnięciu kontraktu w grudniu 2015 opuścił doniecki klub. 13 lutego 2016 podpisał kontrakt z Karpatami Lwów. 16 stycznia 2017 przeszedł do Zorii Ługańsk. 25 czerwca 2017 przeniósł się do Worskły Połtawa. 22 lutego 2019 zasilił skład Arsenału Kijów. 10 lipca 2019 wrócił do Armenii, gdzie został piłkarzem Alaszkertu Erywań.